# Aquila (croiseur)
Pour les articles homonymes, voir Aquila et Melilla.
Le Aquila était un croiseur éclaireur  (puis, plus tard, un destroyer) italien, navire de tête de la classe Aquila, lancé en 1916 pour la Marine royale italienne (en italien : Regia Marina).

## Conception et description
La classe Aquila mesurait 94,7 mètres avec une largeur de 9,5 m et un tirant d'eau de 3,6 m. Ils avaient des arbres jumeaux entraînés par deux turbines à vapeur Tosi, alimentées par cinq chaudières Thornycroft. Le groupe motopropulseur était conçu pour une puissance de 40 000 chevaux-vapeur (29 440 kW) pour déplacer les navires à 34,2 nœuds (63,3km/h). Les Aquila possédaient 1 700 milles nautiques (3 150 km) à 15 nœuds (28 km/h) avec une capacité de carburant de 240 tonnes de naphte. L'équipage est de 145 officiers, sous-officiers et marins.
Les navires avaient pour armement principal 5 canons de 152/40 m . Pour leur défense antiaérienne et rapprochée, ils possédaient 2 canons Modèle 1916 de 76/40 mm et 2 mitrailleuses de 6,5 mm. Ils étaient également équipés de 2 tubes lance-torpilles jumelés de 450 mm et d'un équipement pour le transport et la pose de 68 mines marines.

## Construction et mise en service
Le Aquila est construit par le chantier naval Cantieri Navali Pattison à Naples en Italie et mis sur cale le 11 mars 1914. Il est lancé le 26 juillet 1916. Il est achevé et mis en service le 8 février 1917. Il est commissionné le même jour dans la Regia Marina.

## Histoire de service
Commandé par la Marine militaire roumaine (en roumain : Marina militară română ou, à cette époque Forțele Navale Române) en 1913 et mis en chantier dans le chantier Cantieri Navali Pattison à Naples en 1914, il aurait dû être nommé Vifor,.
Le 5 juin 1915, à la suite de l'entrée de l'Italie dans la Première Guerre mondiale, l'unité est réquisitionnée par la Regia Marina et rebaptisée Aquila, elle entre en service en 1917. Il est principalement employé dans la mer Adriatique, dans des actions de "guérilla navale" (affrontements entre torpilleurs et soutien aux attaques d'avions et de bateaux d'assaut).
Entré en service au début de 1917, le croiseur éclaireur est stationné à Brindisi.
Dans la nuit du 14 au 15 mai 1917, le canal d'Otrante fait l'objet d'une double attaque austro-hongroise (K.u.k. Kriegsmarine) visant à la fois à détruire les dériveurs, bateaux de pêche armés patrouillant le barrage anti-sous-marin du canal d'Otrante, et, par diversion, à détruire un convoi italien à destination de l'Albanie. A 4h10 le 15 mai, à la suite de rapports faisant état de telles attaques, le Aquila se prépare avec les croiseurs éclaireurs Racchia et Marsala, le croiseur léger britannique HMS Liverpool et les destroyers Insidioso, Impavido et Indomito. A 5h30, la formation quitte Brindisi avec le croiseur léger HMS Dartmouth et deux autres destroyers, et à 7h45, les destroyers austro-hongrois SMS Csepel et SMS Balaton sont aperçus. À 8h10, les destroyers et le Aquila se dirigent vers les deux navires adverses et cinq minutes plus tard, le feu est ouvert: le SMS Balaton est endommagé et peu après le Aquila est à son tour touché par un obus qui explose dans une chaufferie, tuant sept hommes et immobilisant l'unité. Vers 9 heures, trois croiseurs éclaireurs austro-hongrois (SMS Saida, SMS Helgoland, SMS Novara), poursuivis par d'autres navires anglo-italiens, se dirigent vers la zone où le Aquila est encore immobilisé, mais les destroyers Mosto et Acerbi et les croiseurs britanniques HMS Bristol et HMS Dartmouth se placent entre le croiseur éclaireur immobilisé et les navires ennemis, obligeant ces derniers à battre en retraite. Une fois la bataille terminée, le Aquila est remorqué au port.
Dans la nuit du 4 au 5 octobre 1917, avec le croiseur éclaireur Racchia, il soutient à distance une attaque aérienne contre Kotor.
Le 19 octobre de la même année, l'unité quitte Brindisi avec son navire-jumeau (sister ship) Sparviero, les croiseurs britanniques HMS Gloucester et HMS Newcastle et les destroyers Commandant Rivière, Bisson, Commandant Bory (français), Indomito, Mosto e Missori (Italiens) pour rejoindre d'autres unités italiennes à la poursuite d'un groupe de navires austro-hongrois (croiseur éclaireur SMS Helgoland, destroyers SMS Lika, SMS Triglav, SMS Tátra, SMS Csepel, SMS Orjen et SMS Balaton) qui ont quitté Kotor pour attaquer des convois italiens. Le SMS Helgoland et SMS Lika, n'ayant trouvé aucun convoi, naviguent en vue de Brindisi afin d'être poursuivis par les navires italiens et les attirer dans la zone d'embuscade des sous-marins austro-hongrois U-32 et U-40, mais après une longue poursuite qui voit également quelques attaques aériennes sur les unités ennemies, tous les navires italiens rentrent au port sans dommages.
Le 28 novembre, le Aquila et le Sparviero, ainsi que les destroyers Animoso, Ardente, Ardito, Abba, Audace, Orsini, Acerbi, Sirtori et Stocco, quittent Venise et, avec quelques hydravions de reconnaissance, poursuivent une formation autrichienne, composée des destroyers SMS Dukla, SMS Streiter et SMS Huszár et de quatre torpilleurs, qui bombarde le chemin de fer près de l'embouchure de la rivière Metauro. Les navires italiens doivent abandonner la poursuite lorsqu'ils atteignent le cap Kamenjak, trop proche de Pula.
Le 10 mai 1918, le navire est envoyé à Porto Viro avec les destroyers Acerbi, Sirtori, Stocco, Ardente et Ardito pour fournir un soutien éventuel au raid du MAS qui sera plus tard connu sous le nom de camouflet de Bakar (en italien: beffa di Buccari)
Le 5 septembre de la même année, le Aquila, le Sparviero et leur navire-jumeau Nibbio sont envoyés pour fournir un appui aux torpilleurs côtiers 8 PN e 12 PN, envoyés à une quinzaine de milles nautiques (28 km) de Punta Menders pour attaquer les navires marchands autrichiens à Durrës. La tâche des croiseurs éclaireurs est de se maintenir à environ 15 milles nautiques à l'ouest des torpilleurs, pour intervenir si nécessaire. À 12h35, en effet, le 8 PN repère trois navires ennemis au large de Ulcinj et passe à l'attaque avec son navire-jumeau. L'intervention des croiseurs éclaireurs incite les trois navires austro-hongrois à battre en retraite et à se replier vers la côte.
Le 2 octobre 1918, le Aquila, le Nibbio et le Sparviero sont envoyés avec plusieurs autres unités au large de Durrës pour contrer une éventuelle contre-attaque de navires ennemis venant de Kotor afin d'empêcher le bombardement de Durrës par d'autres unités italiennes et britanniques.
Le 15 novembre 1918, le Aquila et le Sparviero, partant de Brindisi, prennent possession de Hvar.
En 1927, le Aquila subit des modifications de son armement principal : les cinq canons de 152 mm sont retirés et remplacés par quatre canons de 120 mm
Le matin du 6 août 1928, le Aquila appareille de Pula avec plusieurs autres unités pour un exercice qui aurait impliqué également le croiseur léger Brindisi avec l'escorte de la Ve flottille de destroyers, naviguant de Porec à Pula. L'exercice comprend une attaque simulée de la formation par les sous-marins F 14 ed F 15,. Peu après 8h40, en raison d'un repérage trop tardif, le destroyer Missori éperonne le F 14, le faisant couler à 7 milles nautiques (13 km) à l'ouest de San Giovanni in Pelaga (Pula),. Le Aquila est parmi les premières unités à se précipiter sur les lieux, et la dérive de sa chaîne d'ancre permet d'accélérer l'identification de l'épave du sous-marin, à l'intérieur de laquelle, en grande partie non inondée, 23 des 27 membres d'équipage sont coincés vivants,. Pendant les opérations de sauvetage, cependant, la présence de l'ancre du croiseur éclaireur s'est avérée être un problème. A 10h15, en effet, le levage du F 14 commence, mais l'opération est entravée par la chaîne de l'ancre du Aquila, qui fait faire une embardée au sous-marin,. Le câble est accroché au ponton-grue GA 145 de 30 tonnes, envoyé de Pula, et le F 14 peut être libéré de la chaîne de l'ancre et ramené à la surface. Cependant, lorsque les écoutilles sont ouvertes, on découvre ce que les heures de silence du sous-marin ont déjà rendu presque certain : tout l'équipage du F 14 est déjà mort,.
Le 11 octobre 1937, pendant la guerre civile d'Espagne, le Aquila est cédé à la marine nationaliste espagnole, mais le transfert n'est officialisé que le 6 janvier 1939, lorsque l'unité prend le nouveau nom de Melilla,. Entre-temps, en 1938, le navire est rétrogradé en destroyer. Pendant la première période de service sous pavillon espagnol, le Aquila  été baptisé Velasco-Melilla et équipé d'une quatrième cheminée factice, afin de pouvoir être échangé avec le seul destroyer non italien de la marine franquiste, le Velasco. Étant une vieille unité, il est principalement employé dans des tâches de surveillance et d'escorte, mais en août 1938, il participe (avec son navire-jumeau Falco, qui est devenu Ceuta, et le croiseur Canarias) à l'action qui oblige le destroyer républicain espagnol José Luis Diaz à renoncer à atteindre Carthagène et à se replier sur Gibraltar,.
Après la fin de la guerre, le Ceuta et le Melilla sont affectées à des tâches de formation.
Démantelé en 1950, le Melilla est envoyé à la démolition.

## Sources
- (it) Cet article est partiellement ou en totalité issu de l’article de Wikipédia en italien intitulé « Aquila (esploratore) » (voir la liste des auteurs).